# Wunderpus photogenicus
Wunderpus photogenicus – gatunek głowonoga z rodziny ośmiornicowatych (Octopodidae), jedyny przedstawiciel rodzaju Wunderpus, często mylony z wykazującym duże zdolności mimetyczne Thaumoctopus mimicus. Nazwa rodzaju Wunderpus jest rozpowszechnionym w ostatnich latach przez media nickiem zwierzęcia, a epitet gatunkowy photogenicus przyjęto w uznaniu dla znacznego fotograficznego zainteresowania nim. Nurkowie, osoby zajmujące się fotografią podwodną, akwaryści i naukowcy pragnący zebrać dane dotyczące tej ośmiornicy założyli poświęcony jej serwis internetowy „Wunderpix”.

## Historia odkrycia
Osobniki tego gatunku znane były nurkom co najmniej od połowy lat 80. XX wieku. Ośmiornica została określona nickiem „Wunderpus” (także „Wonderpus”, z niem. Wunder – cud, końcówka -pus pochodzi od octopus – ośmiornica). W tym samym okresie pojawiła się na Filipinach i w Indonezji w handlu związanym z akwarystyką, dostarczana do akwariów domowych i publicznych. Pomimo licznych zdjęć i doniesień o występowaniu takiego zwierzęcia dopiero w 2006 roku naukowcom udało się zebrać osobniki niezbędne do sporządzenia naukowego opisu gatunku.

## Występowanie
Wunderpus photogenicus występuje na miękkim dnie w płytkich, tropikalnych wodach, o głębokości zazwyczaj mniejszej od 20 m p.p.m. Zasięg jego występowania obejmuje obszar wokół Archipelagu Malajskiego – od Wysp Salomona i Vanuatu do Papui-Nowej Gwinei i Filipin.

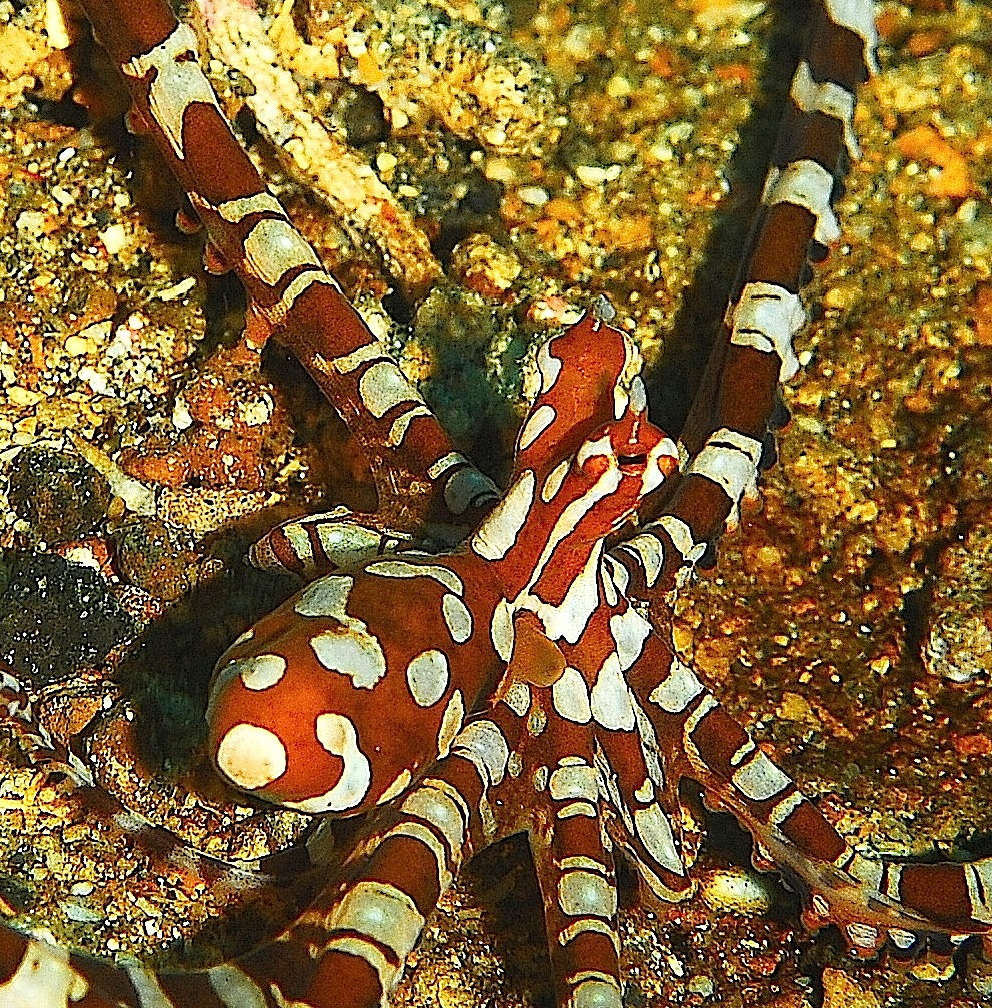
Na zbliżeniu widoczne wydłużone trzony, na których osadzone są oczy oraz brodawki nad każdym okiem

## Budowa ciała
Ośmiornica charakteryzuje się wydłużonymi ramionami (5–7 długości płaszcza), małymi oczami osadzonymi na wydłużonych trzonach, obecnością długiej, stożkowatej brodawki nad każdym okiem, krótkim hektokotylusem samców oraz – niespotykanym u innych gatunków ośmiornic – stałym wzorem białych pasków i plam położonych na brązowo-czerwonym tle.
Charakterystyczny wzór ubarwienia jest najbardziej widoczny, kiedy zwierzę zostanie zaniepokojone lub czuje się zagrożone przez napastnika. Badania przeprowadzone in situ wykazały, że wzór na grzbietowej części płaszcza ośmiornicy jest unikatowy dla każdego osobnika i umożliwia jego identyfikację na podstawie fotografii.
Całkowita długość tego mięczaka wynosi do 23 cm, przy długości płaszcza 2,4–3,6 cm. Masa ciała około 26 g.
Brak wielu ramion u badanych osobników sugeruje, że zwierzę jest zdolne do autotomii.

## Tryb życia
Biologia tego gatunku jest słabo poznana. Wiadomo, że Wunderpus photogenicus korzysta z kryjówek innych zwierząt lub wykopuje własne. Żeruje zwykle w półmroku – o świcie i o zmierzchu. Żywi się małymi skorupiakami (głównie krabami) i rybami. Ofiary wykrywa wymacując kryjówki pojedynczymi ramionami lub otacza ofiarę siecią utworzoną z ramion.

## Znaczenie gospodarcze
Popularność, jaką zyskał ten gatunek dzięki mediom przyczyniła się do tego, że jest on obecnie zaliczany do dwóch najbardziej poszukiwanych gatunków ośmiornic. Ma istotne komercyjne znaczenie w fotografii podwodnej, turystyce związanej z nurkowaniem oraz w handlu związanym z akwarystyką.